# أكاديمية وطنية
الأكاديمية الوطنية هي عبارة عن منظمة تعمل عادة ً بتمويل ودعم من الدولة، وتقوم بتنسيق الأنشطة البحثية ومعايير الفروع الأكاديمية.
عادة ً ما تكون الأكاديميات الوطنية موجهة نحو العلوم (أكاديميات علوم)، إلا ّ أن بعض الأكاديميات تختص بالإنسانيات. كما أن بعض الدول أنشأت أكاديميات لفروع الهندسة مستقلة عن أكاديميات العلوم. من الجدير بالملاحظة أيضا ً أن بعض الدول لديها أكاديمية واحدة تغطي مختلف المجالات، في حين أن لدى بعض الدول عدة أكاديميات قد تتعاون مع بعضها البعض بدرجة أو أخرى (كما هو الحال في أستراليا).
في الوضع النموذجي فإن المجتمع العلمي في مجال ما يقوم بالتواصل مع الأكاديمية الوطنية في بلده، والتي تقوم بالتعاون مع هذا المجتمع وبتنسيق أعماله. وبطبيعة الحال، فإن الأكاديميات الوطنية أيضا ً تلعب دورا ً تنظيميا ً هاما ً فيما يتعلق بالتبادل الأكاديمي والتعاون بين الدول.
علاقة الأكاديميات الوطنية بالحكومة تتفاوت من بلد لبلد. ففي بعض الحالات تكون الأكاديمية الوطنية هي ذراع فعلي للحكومة، في حين تتمتع الأكاديميات الوطنية في دول أخرى بقدر كبير من الاستقلال، رغم أنها قد تتلقى تمويلا ً حكوميا ً. وفي دول الاتحاد السوفييتي السابق والصين فإن الأكاديميات الوطنية تحظى بنفوذ واسع على بالسياسات والعاملين في مجالات عمل تلك الأكاديميات.
التوجه العام المعتمد في كثير من الأكاديميات الوطنية اليوم هو منح العضوية في تلك الأكاديميات بالانتخاب من قبل الأعضاء الحاليين للأعضاء الجدد على أساس الكفاءة، مع تثبيت عدد الأعضاء. ويتم العمل في تلك الأكاديميات بشكل ديموقراطي، مع اعتبار الأعضاء هم مصدر السلطة في الأكاديمية. وهناك منحى عام نحو الاستقلال عن الحكومات والصناعة، مع التأكيد على أن أي دعم قد تحصل عليه الأكاديميات من هؤلاء يجب ألاّ يتم بشكل قد يؤثر على استقلالية الأكاديمية.

## انظر أيضا ً

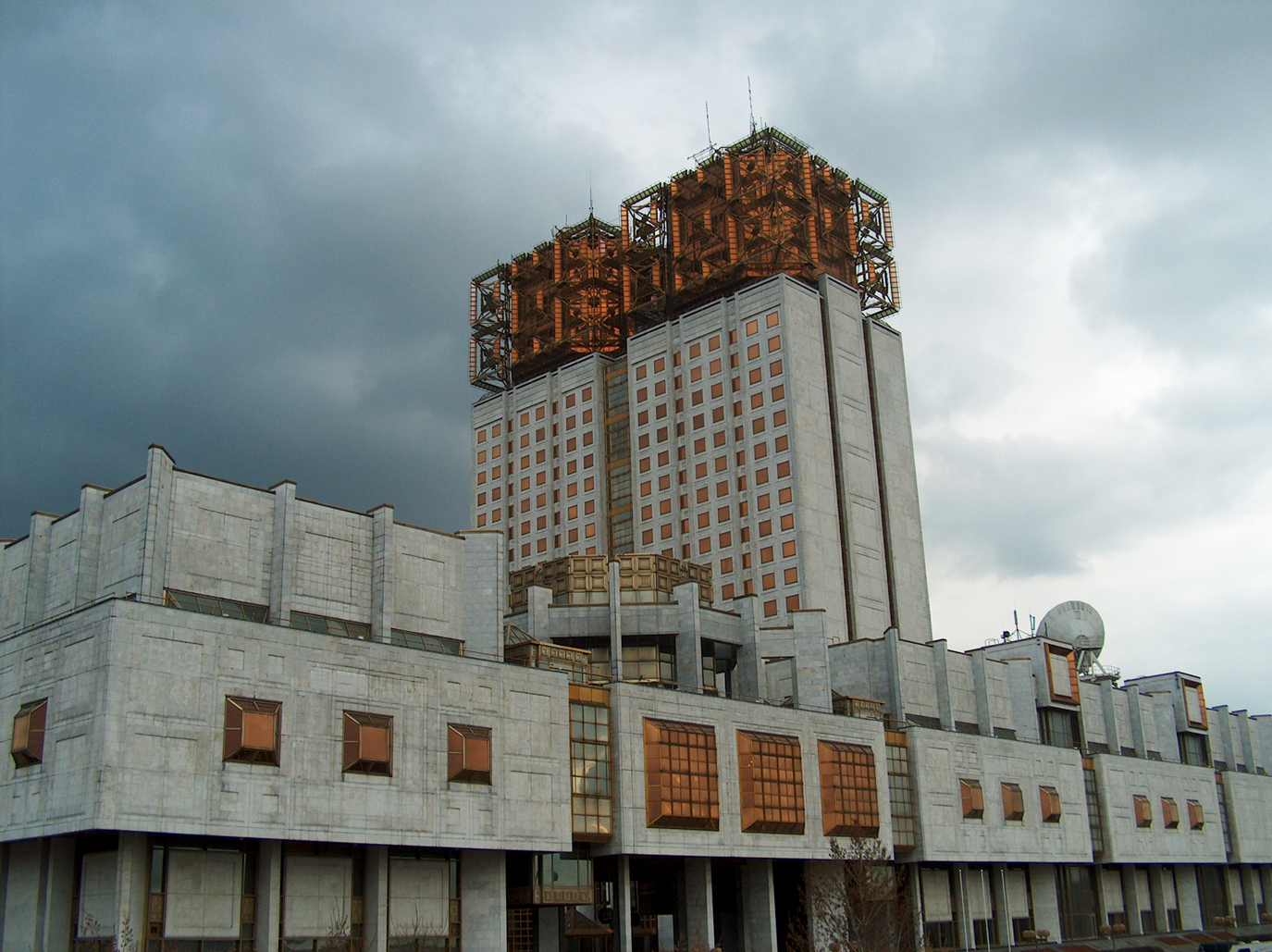
المقر الرئيس للأكاديمية الروسية للعلوم في موسكو